# Zakliata panna vo Váhu a divný Janko
Zakliata panna vo Váhu a divný Janko je lyricko-epická balada slovenského romantického básníka Janka Kráľa. Poprvé vyšla roku 1844 v almanachu Nitra.

## Obsah balady
Balada je zpracováním lidové pověsti o zakleté panně. Janko, který ji touží vysvobodit, se v noci, zmámený jejím kouzlem tak jako mnoho jiných před ním, vrhne do Váhu a tragicky v něm zahyne. Tragičnost balady však nespočívá jenom v jejím ději, ale i ve zvláštní psychice hlavního hrdiny podmíněné jeho konfliktem s reálným světem.
Synček je veľmi divný, nikdy nie veselý,
hrdý, ukrutný, divý, hockde taísť smelý;
nikoho si neváži, nikomu nedvojí,
v ľuďoch lásky nehľadá, hnevu sa nebojí.
Kamarátstva netrpí, na sebe prestáva,
samotný na nábreží on Váhu sedáva:
často keď s koňmi idú za rána bieleho,
ešte ho tam vídajú, chudáka, smutného.
Janko je osamělý, odcizený ostatním lidem, kteří ho nemají rádi, protože je jiný než ostatní. Neví, jak se včlenit do společnosti a jak žít. Pociťuje velký smutek nad sebou i nad okolním světem. Toto vše je možno považovat za promítnutí autorovy představy o sobě samém do Jankovy postavy, tedy za autostylizaci. Na začátku balady básník v první osobě popisuje svůj nepokoj a rozervanost, která jej sužuje, a staví ji do kontrastu s idylickým obrazem slovenské přírody a lidu. Janko se tak stává krycím pojmenováním pro pravého hrdinu básně, kterým je sám autor.
Je Vstupenie (svátek Nanebevstoupení Páně) a právě na tento svátek se podle pověsti ve Váhu zjevuje zakletá panna. Vysvobodit ji může jen ten mládenec, který si obleče šaty naruby a skočí do řeky. Odkletá panna mu pak vyplatí ve zlatě či stříbře všechno, co bude chtít.
A vraj práve na Vstúpenie,
keď odíde preč stríg zhon,
a keď tanec držia čerti,
tá panna vychádza von.
Ktorý šuhaj sa v to vezme
šaty naopak si vziať
a doprostred Váhu skočiť,
že ju môže hneď odkliať.
A ten potom čokoľvek chce,
či to striebra, či zlata,
to mu všetko hneď vyplatí
tá panna už odkliata.
Janko po večeři odchází z domu, aniž by něco řekl svým rodičům. Blíží se půlnoc a Váh se bouří, jakoby očekával něco zlého. V měsíčním světle se zjeví panna a Janko, rozhodnutý ji zachránit, se pomodlí a skočí do řeky. Protože si však zapomněl obrátit naruby múď (měšec na tabák), zahyne. Zprávu o jeho smrti přináší ráno do vesnice pastýř. 
Videl som sokola, videl som zbitého:
videl som Janíčka na Váhu mŕtveho.
Išiel Janík, išiel paničku odklínať —
ale nemal šťestia, musel tam zakapať.
Do vodičky skočil, múď si neprevrátil —
Janík mladuštičký svoj život utratil.
V závěru balady Janko posmrtně splyne s idylickým přírodním prostředím a dochází k pokojnému smíření se s chodem světa,
Tam ho voda zniesla k háju zelenému,
by šumotu svrčín načúval tichému.
Hora, voda hučí, vetríček podúva —
Janík pod svrčinou na brehu načúva.

## Česká vydání
- Panna zakletá ve Váhu a divný Janko, obsaženo ve výboru Kráľovy poezie Orel, Praha: SNKLHU 1960, přeložil Vladimír Holan.